# Pitnus pygmaeus
Pitnus pygmaeus is een keversoort uit de familie klopkevers (Ptinidae). De wetenschappelijke naam van de soort werd in 1883 gepubliceerd door Henry Stephen Gorham.